# صمد فرخی
صمد فرخی (۱ بهمن ۱۳۱۳ در زنجان – ۲۶ مرداد ۱۴۰۲ در تهران) استاد بازنشسته فیزیک دانشگاه تهران بود.
او دارای مدرک لیسانس فیزیک و نیز تعلیم و تربیت از دانشگاه تهران است. او شاگرد علی اکبر خمسوی، محمود حسابی و کمال الدین جناب بود. فرخی در سال ۱۳۴۰ جهت تحصیلات تکمیلی، با یک بورس تحصیلی، عازم فرانسه شد.
او نخست تحقیقات خود را در پاریس در تأسیسات وان دو گراف (فیزیک انرژی هسته ای پایین) آغاز کرد که مجهز به یک شتابدهنده ۵۰ مگا الکترون‌ولتی (MeV) بود. سپس بر روی مباحثی چون تبادل بار و تکنیک خلأ مطالعاتی انجام داد تا اینکه در سال ۱۹۶۵ با گرفتن مدرک دکترای فیزیک هسته ای از دانشگاه سوربون به ایران بازگشت و به درخواست محمود حسابی در مرکز انرژی اتمی در امیرآباد تهران مشغول به کار شد و یک واحد شتابدهنده وان دو گراف ۳ MeV را راه اندازی کرد.
او مدت ۶ سال ریاست دانشکده فیزیک دانشگاه تهران را بر عهده داشت. وی تا پیش از درگذشت، استاد و عضو هیئت علمی دانشکده فیزیک دانشگاه آزاد اسلامی واحد تهران مرکزی بود.

## آثار
از آثار صمد فرخی می‌توان به موارد مهم زیر اشاره نمود:
- مهاجران. سال نشر: ۱۳۷۱ ناشر: اساطیر (ترجمه)
- کمیتها، یکاها، نمادها و ثابتهای بنیادی فیزیک. سال نشر: ۱۳۶۳ ناشر: نشر دانشگاهی (ترجمه)
- فیزیک برکلی (شارل کیتل). سال نشر: ۱۳۶۰ ناشر: دانشگاه تهران (ترجمه)
- فرهنگ واژه‌های اتمی فارسی انگلیسی فرانسه. سال نشر: ۱۳۵۷ ناشر: دانشگاه تهران (ترجمه)
- خلأسازی و خلأسنجی. سال نشر: ۱۳۸۱ ناشر: دانشگاه تهران، مؤسسه انتشارات و چاپ (تألیف)
- خلأسازی و خلأسنجی و کاربردهای صنعتی آن. ناشر: دانشگاه تهران، مؤسسه انتشارات و چاپ (تألیف)